# Knausholz
Knausholz ist ein ehemals eigenständiger Teil des Ortsteils Elm der Gemeinde Schwalbach (Saar).

## Geografie
Knausholz liegt 3 km südöstlich des Gemeindehauptortes Schwalbach im Sprenger Bachtal, einem Seitental des Saartales. 

## Geschichte
Die erste urkundliche Erwähnung erfolgte zusammen mit Schwalbach im Jahr 1308. Wegen des wasserreichen Sprengerbaches wurden im Laufe der Geschichte mehrere Mühlen in Knausholz errichtet. 1424 ging die "Herrschaft auf der Bach", und damit Knausholz, von Wilhelm von Sierk an den Grafen von Nassau-Saarbrücken über. Knausholz kam zum Völklinger Hof. Im Dreißigjährigen Krieg wurde das gesamte Bachtal entvölkert. Die Wiederbesiedlung erfolgt zögerlich ab 1656. Von 1714 bis 1723 kam es zu einem Bannstreit mit dem benachbarten Ort Schwalbach.
Aufgrund der Bevölkerungsentwicklung schied Knausholz 1886 aus dem Schulverband Schwalbach aus und bekam eine eigene Schule. 1898 schied Knausholz auch aus der katholischen Pfarrei Schwalbach aus und wurde in die neue Pfarrei Derlen umgepfarrt.
1938 wurden die vier Dörfer im Sprengerbachtal, Knausholz, Derlen, Elm und Sprengen zu einer Gemeinde vereinigt. Die neue Gemeinde erhielt den Namen Elm/Saar. Im Zuge der Gebiets- und Verwaltungsreform im Saarland 1974 kamen am 1. Januar 1974 die Gemeinden Elm/Saar, Bous/Saar, Ensdorf und Hülzweiler zur Gemeinde Schwalbach/Saar. Nach Ausscheiden von Bous und Ensdorf am 1. Januar 1982 erhielt diese Gemeinde ihre heutige Gestalt.